# 美國例外論
美國例外論（英語：American exceptionalism），又譯美國超卓主義、美國卓異主義、美國例外主義、美式例外主義、美國特殊論，一種理論與意識形態，認為美国是獨特的國家，與外國完全不同。为亞歷西斯·托克維爾1831年创作之詞句。
大致内容為美利堅合眾國地位獨特，獨一無二地以自由、個人主義、法律面前人人平等、自由放任資本主義等思想為建國基礎；國家穩定強盛，人民富裕幸福，外國無可比擬；在世界上引領捍衛自由潮流，為人類提供機會與希望，國家治理基於注重人身权力與經濟自由的憲政理想，并由此衍生出獨特的公私利益平衡。

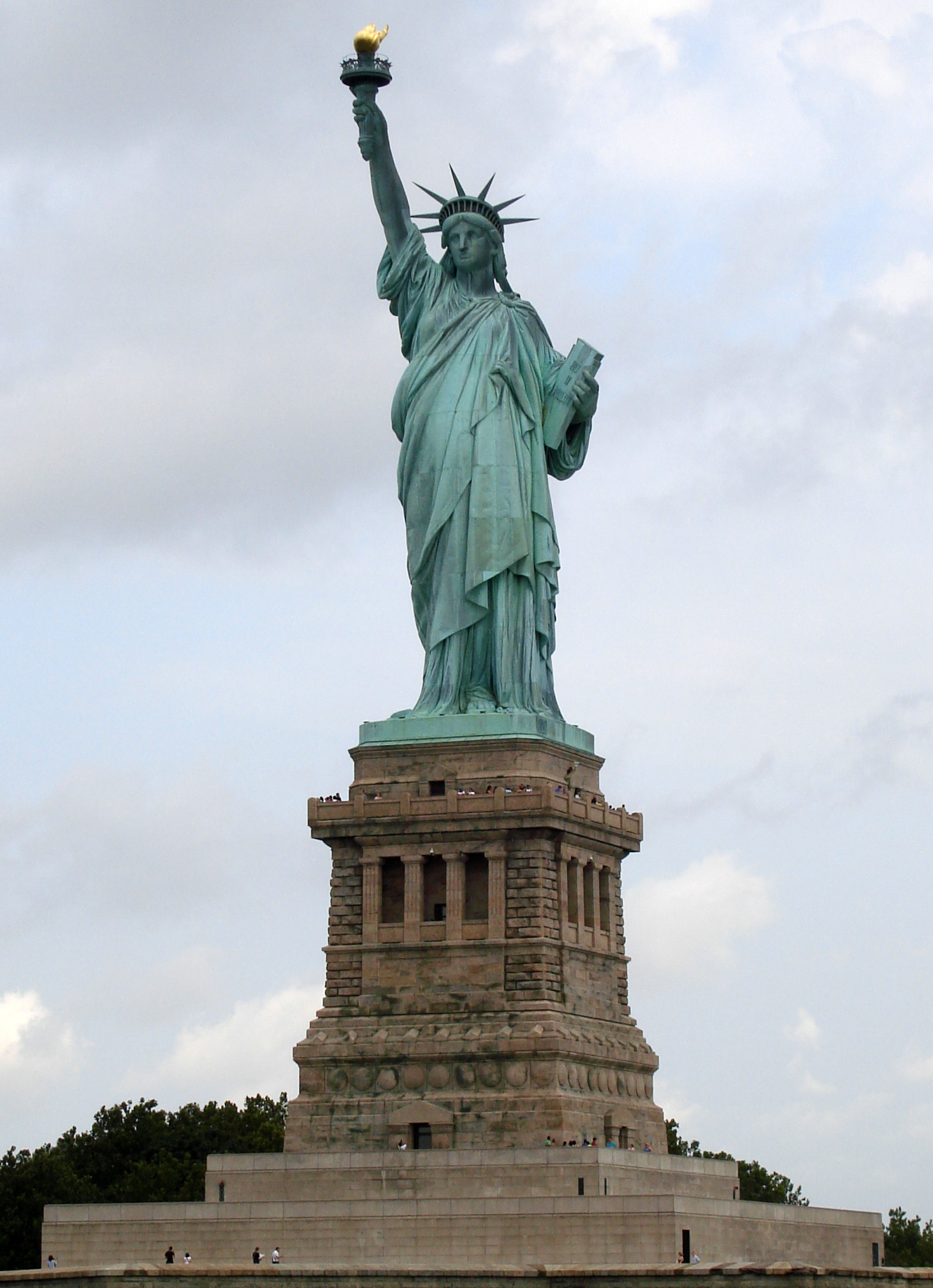
德国教授齐格林德·莱姆克认为自由女神像标志着美国例外论正式成为美国的国家使命

對於其詞意，長年留美的華裔專欄作家周天瑋博士表示“American exceptionalism”常被中文普遍誤譯為“美國例外主義”，儼然影射美國不受國際社會上的價值與規則約束，他指出此譯名誤讀了“exceptional”的含意，未能理解它所表達的原意其實就是“特優”，具有積極正面的含義，同時其語境還不指涉主觀的優越感而是在描述客觀的超卓性，並指出“American exceptionalism”應該理解為“美國超卓主義”比較恰當。

## 在歷史上的來龍去脈
「美國例外主義」一詞在大眾文化中，通常用以解釋美國成功理由與方法的迷思。
以下列示此概念之起源，及其隨著美國之變遷而產生用法上之演變。

### 來自清教徒的根源
美國在殖民地時期最早的意識形態為在新英格蘭墾殖的清教徒之新教教義。許多清教徒，連同阿民念派教徒，在嚴格的宿命論與鬆散的天意（divine providence）論中，保持中間立場。他們相信上帝與其有約，並揀選他們領導地球上其餘國家。清教徒領袖之一，約翰·溫梭普（John Winthrop），將此理念表述於其嶺上之都（City upon a Hill）的修辭隱喻中─即新英格蘭的清教徒社會須成為世上其他國家之模範社區。這篇修辭隱喻廣為例外主義支持者所引述。
雖然新英格蘭地區的清教徒式世界觀其後戲劇性地改變，而與之歧異的基督教式傳統在殖民地中部與南部又極具權威，清教徒式深沉的道學價值融入國家性格遠逾一世紀之久；雖有爭議，但其價值觀可說綿延至今。雖然美國例外主義於今在性質上主要植基於世俗，部份仍是源自美國清教徒之根本。宗教右派，如福音教派與承襲近似清教徒生活準則的基本教義派等，今為例外主義之主要支持者。

### 美國獨立革命與共和主義
美國獨立革命為另一則廣受引述為美國例外主義發展史里程碑的事件。革命中的知識份子們（著常識一書的湯瑪斯·潘恩可為代表）首次表述美國並非歐洲之延伸，而是一個新天地，是一個潛力無限、機會無窮的國家，卻受發展瞠乎其後的不列顛母國所傷害。如此情懷引領鼓吹革命的高知識份子們懷想美國例外主義，緊密連繫共和主義─即主權在民，不在世襲的統治階級。

### 移民與可用資源
亞歷西斯·托克維爾到訪時，美國正處於空前增長。19世紀時的美利堅合眾國，因其無限移民政策、地大物博以及土地獎勵（land incentivization）方案，看似世無其匹。雖說這些多為久遠的過去，美國境內的公意通常仍將其與愛國主義與民族主義相結合；許多人抱持觀念，本國今日之舉世無倫，來自過去之作為。其他國家，包含澳大利亞與加拿大在內，直至不具經濟利益時方纔實行無限移民政策，及獎勵土地探勘。
或有人將此措詞與民主黨於傑克遜民主時期所用之昭昭天命一詞相互連繫。該詞語聲稱佔有北美洲全境為神賜之權利。
又或有人將此措詞與唯物主義以及消費主義相互連繫。對抱持如此觀點者而言，廣博程度史無前例的自然資源，以及努力善用如此資源之熱情，為美國例外主義之根源。

### 在政治上的穩定性
許多人視美國自1789年開國以來，依美國憲法於各地構建政府之事實為優異非凡。然而，這項事實亦可視之為例外主義『自身存在之解釋』（explanation for the existence）。美國文教神話因缺乏與其他政府形式互動之經歷，無可避免地與本國政府相互聯繫。

### 冷戰
美國例外主義於冷戰期間經大眾媒體廣為報導，成為美式生活方式所代表的自由與共產主義暴政之爭。曾用以區分美國與19世紀歐洲列強之屬性，其殘留之情懷，乃轉用於區分（由美國領導的）資本主義民主政體與共產國家。

## 美國例外主義之論戰
支持者論斷，在許多方面，美國不僅與歐洲大有不同，亦與其他地區相異；而美國例外主義一詞並非暗指美國之優越性，這點對其十分重要。例如說，美國最具特色的表徵包含了奴隸制度之遺留，以及南方的種族隔離。V.O. Key在其《南方的政府與民族政策》（Southern Politics in State and Nation，1951）中論說，美國整個南方的政策即使在美式體制中亦屬『卓然有異』。其論述僅在標明奴隸制度之遺留，而非讚許。

### 共和政體的性格與國家地位之概念
支持者論斷，美國的獨特在於其為一系列共和主義之理念所形塑而成，非由共有傳承之種族，或精英統治者們奠基。亞伯拉罕·林肯於蓋茨堡演說中表述，美國「於自由中孕育，並致力於凡人生而平等之念。」依此觀點，身為美國人無可避免須愛護並捍衛自由平等。如此這般，美國於境外廣為推行這些理念，尤其兩次世界大戰與冷戰期間。批評者論斷，美國於這些衝突時期的各項政策多受經濟、軍事的現實利益所鼓動；大多觀察家則承認，理想主義與現實利益同時存在，而程度互有不同。實際上，美國雖說是第一，卻非唯一由諸般崇高理想塑造的共和政體，巴西、法蘭西共和國可為例證。
始自聯邦主義體系，以及分權與制衡（checks and balances），為美國國體特徵。分權制衡旨在防止任何個人、團體、地區、政府部門權勢過大。若干美國例外主義者論斷，此種不信任集權的體系，連同其附屬系統，在于防止美國承受多數暴力，使美國得以成為律法反映公民價值之地；其結果使全國各地的法律處處不同。與全國性的價值觀相較，若干州的州法可能較為激進，而另外若干州又可能更為保守。例如，在美國最高法院於2003年對雞姦除罪化，影響遍及全國之前，持自由主義的佛蒙特州便領先全國，將公民結合（即同性戀婚姻）合法化。批評者則一向認為，此種體系不過是將國家凌駕於各州的權力轉為以州府的權力凌駕於下轄的區域性實體。為求平衡，美國的政治體制（帶有疑義地）容許區域性統治，而制止單一體制國家（unitary state）所行的中央統治。

### 機會與階級
美國綽號『機會之地』（Land of Opportunity），其社會層級不像外國嚴密死板，亦無貴族體制。美國人傾向於相信，強力的工作倫理與堅毅的個人性格才是成功關鍵，而非出身高貴或交對了朋友。

### 政治權利
一般共通看法為，美國之獨一無二在於其肇建伊始即確保國民之公民權─言論自由、投票權、無罪推定等，為美國政治文化中獨有的堅實要素。批評家則論斷，這些概念源自英格蘭，後擴及大英帝國全境，美國不過將這些權利以突出自身優越性的一紙文書合併。實際上，雖有爭議，美國在實行這些公民權與政治權利上落後於其他西方民主國家；而美國憲法至今亦未包含投票權。參見選舉權。

### 開疆拓土的精神（frontier spirit）
支持者多主張，開拓者們（追隨斐德列克·透納（Frederick Jackson Turner）之開拓論點（frontier thesis））創出了『美國精神』或『美國認同』，國家民族的活力由粗礪的環境條件中誕生。其他邊界綿長的國家，如俄國、加拿大、澳大利亞，並不容許個別的拓荒先驅者定區於邊境，亦未經歷相同的心理衝擊與文化衝突。

### 美國獨立革命
美國獨立戰爭為例外主義者們之意識型態領域。獨立革命中的知識份子們，如湯瑪斯·潘恩，爭議性地將美國形塑為與其歐洲祖先根本不同的國家，創建出世人所知的君主立憲、民主共和這兩個型態的現代自由民主體制。其他國家之革命則無此特性─英國的革命（英國內戰）發生於美國獨立革命之前一個世紀，其結果產生了君主立憲。法國大革命則爭議性地帶來現代自由民主體制其中之一的(民主共和體制)。